# Paul Bartel
Paul Bartel (Brooklyn, 6 de agosto de 1938 - 13 de mayo de 2000, New York) fue un actor, guionista y director estadounidense. 

## Vida y obra
Hijo de Jesse y Williams Bartel, nació en Brooklyn el 6 de agosto de 1938. Bartel decidió que se dedicaría al cine a los 11 años y a los 13 trabajó durante un verano en UPA Animation Studio de New York. Él se especializó en Artes Dramáticas en la UCLA y posteriormente recibió una beca para estudiar cine en Roma, ahí produjo un corto que presentó en el Festival de Venecia en 1962. En 1972, Gene Corman, hermano de Roger, lo contrató para dirigir una película de terror de bajo presupuesto llamada Private Parts. Más tarde, Roger lo llamó para ser segundo asistente de dirección en Big Bad Mama y luego lo ayudó en la dirección de Deathsport en 1978.
Bartel jamás pudo convencer a Roger Corman para que financiase Eating Raoul. Sus padres vendieron la casa familiar que tenían en Long Island y le dieron el dinero para financiar el proyecto. Paul tardó 22 días en filmarla, tiempo que diseminó mayormente en los fines de semana. Bartel la protagonizó junto a Mary Woronov, con la que estelarizó 17 películas, incluyendo Deathsport.
Filmó como director once largometrajes con bajo presupuesto y de manera independiente. Gary Morris en la Enciclopedia GLBTQ dice que debido a su manifiesto carácter homosexual el circuito independiente fue el mejor lugar para difundir su trabajo.

## Muerte
Bartel murió el 3 de mayo de 2000 a causa de un ataque cardíaco, dos meses después de ser operado de un cáncer de hígado.

## Filmografía
- The Secret Cinema (1968) director
- Private Parts (1972) como Hombre en parque (sin acreditar); también: director
- Big Bad Mama (1974) como Invitado en fiesta elegante (sin acreditar)
- Death Race 2000 (1975) como Médico de Frankenstein (sin acreditar); también: director
- Hollywood Boulevard (1976) como Eric von Leppe
- Cannonball (1976) como Lester Marks; también: guionista, director
- Grand Theft Auto (1977) como Groom
- Piranha (1978) como Mr. Dumont
- Rock 'n' Roll High School (1979) como Mr. McGree
- Heartbeeps (1981) como Invitado en fiesta
- Eating Raoul (1982) como Paul Bland; también: guionista, director
- White Dog (1982) como Camarógrafo
- Heart Like a Wheel (1983) como Chef Paul
- Get Crazy (1983) como Dr. Carver
- Frankenweenie (1984) como Mr. Walsh
- Not For Publication (1984) guionista, director
- Follow That Bird (1985) como un cocinero en la cena de Grouch
- Into the Night (1985) como Portero del Beverly Wilshire Hotel
- Lust in the Dust (1985) director
- European Vacation (1985) como Mr. Froeger
- Chopping Mall (1986) como Paul Bland
- The Longshot (1986) director
- Munchies (1987) como Dr. Crowder
- Amazon Women on the Moon (1987) como Doctor, en el episodio "Reckless Youth"
- Shakedown (1988) como Juez del juzgado de guardia
- Caddyshack II (1988) como Mr. Jamison
- Out of the Dark (1989) como Recepcionista del hotel; también: productor ejecutivo
- Scenes from the Class Struggle in Beverly Hills (1989) como Dr. Mo Van De Kamp; también: guionista, director
- Far Out Man (1990) as Weebee Cool
- Gremlins 2: The New Batch (1990) como Encargado del cine
- The Pope Must Die (1991) como Monseñor Fitchie
- The Living End (1992) como Twister Master
- Desire and Hell at Sunset Motel (1992) como El Gerente
- Posse (1993) como Mayor Bigwood
- Shelf Life (1993) director
- The Jerky Boys (1995) como Anfitrión en Tut's
- Sospechosos habituales (1995) .... como Contrabandista
- Red Ribbon Blues (1996) como Fred el Farmacéutico
- Joe's Apartment (1996) como NEA Scout
- Escape from L.A. (1996) como Congresista
- Basquiat (1996) como Henry Geldzahler
- Lewis and Clark and George (1997) como Policía
- Billy's Hollywood Screen Kiss (1998) como Rex Webster